# Накигэ
Накигэ (яп. 泣きゲー наки гэ:) — японский жанр медиафраншиз, главной задачей которого является вызов у читателя или зрителя сильного эмоционального отклика, после ознакомления с произведением. Основоположником жанра считается Дзюн Маэда, учредитель компании Key. В отличие от жанра уцугэ (яп. 鬱ゲー уцу гэ:), накигэ предполагает хорошее завершение повествования. Термин изначально применялся к визуальным романам, позднее перейдя в другие области. Накигэ примечателен тем, что многие работы, построенные на принципах этого жанра, получили престижные японские премии и высокую оценку критиков.

## Развитие жанра
Основная цель работ в жанре накигэ — вызвать сопереживание зрителя, представляя сцены, способные оказать на него глубокое впечатление. Такие работы часто следуют единой схеме построения сюжета. Первой в накигэ идёт комедийная составляющая, позже перерастающая в романтическую, за ней происходит некое трагическое событие, разлучающее главных героев, после чего следует трогательное воссоединение, но не во всех случаях. На эту формулу оказали влияние в первую очередь YU-NO: A Girl Who Chants Love at the Bound of This World Хироюки Канно и To Heart компании Leaf. Концепция получила дальнейшее развитие в работе компании Tactics. После работы над новеллой One: Kagayaku Kisetsu e, часть разработчиков ушла из компании, создав по формуле жанра визуальный роман Kanon. До выхода игра получила рецензию в книге Сатоси Тодомэ «История игр для взрослых», чем вызвала бурное ожидание среди геймеров. Игра была первой работой новой студии, но уже вызвала резонанс у публики. Вышедшая два года спустя Air лишь его подкрепила, будучи хорошо принятой.
По этой же формуле такие компании как Digital Object, KID, Circus, Minori и Studio Mebius выпустили игры Kana: Little Sister и  Memories Off в 1999 году, Da Capo в 2002, Snow в 2003. Одной из самых известных игр студии стала Clannad, выпущенная в 2004 году, где основной акцент был сделан на семейные ценности. По версии журнала Dengeki G’s Magazine Clannad была признана лучшей бисёдзё-игрой на все времена. Она послужила успешной основой для развития франшизы и адаптации игры в аниме и мангу. По результатам опроса издательства Dengeki, целью которого было определить «десять самых трогательных визуальных романов», игра Clannad вышла на второе место, Kanon на четвёртое, Air на седьмое и Little Busters! на десятое. В топе «20 самых трогательных визуальных романов в истории» Famitsu Clannad заняла четвёртое место, Steins;Gate шестое, Air седьмое, Little Busters! десятое, 428: Shibuya Scramble четырнадцатое.
Через некоторое время термин «нагигэ» начал использоваться другими студиями для описания жанра выпускаемой продукции. Например, так игру Kuma’s Restaurant охарактеризовал разработчик Odencat. Позднее в этом жанре был выпущен ряд проектов, не имеющих в сюжетной основе визуального романа, такие как аниме Angel Beats!, транслируемое с 3 апреля по 26 июня 2010 года на телеканале CBC, производства студий P.A. Works и Aniplex. Сериал получил в целом положительные отзывы, а его шестая серия во время показа в Осаке достигла рекордного за последние три года для аниме, транслируемого в ночное время, рейтинга в 4,9 %. Совместная работа Дзюна Маэды в качестве сценариста и двух студий продолжилась в сериале Charlotte 2015 года. Семь частей Blu-ray издания Charlotte заняли первые пятнадцать мест еженедельного чарта Oricon. Последнее совместное произведение студий The Day I Became a God вышло в 2020 году.